# Transformación de Hjelmslev
En matemáticas, la transformación de Hjelmslev es un método efectivo para establecer una aplicación entre un plano hiperbólico completo en un círculo con un radio finito.

## Historia
La transformación fue inventada por el matemático danés Johannes Hjelmslev (1873-1950). Utiliza el teorema 23 de Nikolai Ivanovich Lobachevsky, formulado en su trabajo titulado "Investigaciones geométricas sobre la teoría de los paralelos". 

## Fundamento

El método para hacer corresponder una recta infinita en una finita en geometría hiperbólica

Lobachevsky observó, usando una combinación de sus teoremas 16 y 23, que es una característica fundamental de la geometría hiperbólica que debe existir un ángulo de paralelismo distinto para cualquier longitud de recta dada. Se dice entonces que para la longitud AE, su ángulo de paralelismo es el ángulo BAF. Siendo este el caso, las rectas AH y EJ serán hiperparalelas, y por lo tanto nunca se cortarán. En consecuencia, cualquier línea trazada perpendicular a la base AE entre A y E debe necesariamente cruzar la línea AH a una distancia finita. Johannes Hjelmslev descubrió a partir de este axioma un método para comprimir un plano hiperbólico completo en un círculo finito. Al aplicar este proceso a cada recta dentro de un plano, se podría comprimir este plano para que los espacios infinitos se puedan ver como planos. Sin embargo, la transformación de Hjelmslev no produciría un círculo propiamente dicho. La circunferencia del círculo no tiene una ubicación correspondiente dentro del plano y, por lo tanto, el resultado de una transformación de Hjelmslev se denomina más apropiadamente un disco de Hjelmslev. Del mismo modo, cuando esta transformación se extiende en las tres dimensiones, se denomina una bola de Hjelmslev.

## Propiedades
Algunas propiedades que se conservan a través de la transformación permiten obtener información valiosa: 
1. La imagen de un círculo que comparte el centro de la transformación será un círculo sobre este mismo centro.
2. Como resultado, las imágenes de todos los ángulos rectos con un lado que pasa por el centro serán ángulos rectos.
3. Se conservará cualquier ángulo con el centro de la transformación como su vértice.
4. La imagen de cualquier línea recta será un segmento de línea recta finito.
5. Del mismo modo, el orden de los puntos se mantiene a lo largo de una transformación, es decir, si B está entre A y C, la imagen de B estará entre la imagen de A y la imagen de C.
6. La imagen de un ángulo rectilíneo es un ángulo rectilíneo.

## La transformación de Hjelmslev y el modelo de Klein
Si se representa el espacio hiperbólico por medio del modelo de Klein, y se toma el centro de la transformación de Hjelmslev como el punto central del modelo de Klein, entonces la transformación de Hjelmslev asigna puntos en el disco de radio unidad a puntos en un disco centrado en el origen con un radio menor que uno. Dado un número real k, la transformación de Hjelmslev, si se ignoran las rotaciones, es en efecto lo que se obtiene al aplicar un vector u que representa un punto en el modelo de Klein, a ku, con 0 <k <1. Por lo tanto, es en términos del modelo una escala uniforme que hace corresponder rectas a rectas y así sucesivamente. Para unos hipotéticos habitantes de un espacio hiperbólico, podría ser una forma adecuada de hacer un mapa. 